# Alba Díaz González
Alba Díaz González (Málaga, 16 de enero de 2000) es una jugadora de balonmano y balonmano playa española, internacional con la selección femenina de balonmano playa de España, que juega en el AM Team Almería y el Club Balonmano Colegio San Francisco de Asís Mijas.

## Trayectoria
Empezó entrenando y compitiendo en gimnasia rítmica, aunque, llamada por unas amigas, el balonmano se convirtió en su deporte de cabecera. Comenzó en el balonmano playa con Diego Carrasco, cuando era cadete. En su primer año se proclamó subcampeona de Europa cadete y, a los 18 años, debutó con el combinado nacional absoluto.

### Balonmano playa
Empezó jugando en el gran dominador del balonmano playa español, el CBP Algeciras. Cuando el patrocinador principal cambió al AM Team Almería todo el equipo se mudó al conjunto almeriense, en el que juega desde 2019.

#### Guerreras de Arena
A pesar de su juventud se ha convertido en una de las básicas en las convocatorias con la selección absoluta de balonmano playa. Con las Guerreras de la Arena se ha proclamado subcampeona del mundo en 2022 (5.ª del mundo en 2024) y subcampeona de los European Games en 2023, además de dos veces medalla de bronce en el Campeonato de Europa. En 2025, se proclamó Campeona de Europa en Turquía.

### Balonmano en pista
En pista, en España, empezó compitiendo en División de Honor Plata con el Fuengirola - El Coto, jugó un año en el Dominicos de Zaragoza y saltó a la tercera división francesa, en la que sólo estuvo un año, en el Sam Hanball Moncoutant. En la temporada 2022-23 participó con el segundo equipo del Costa del Sol, el Antequera Costa del Sol, en la División de Honor Plata y, en División de Honor con el primer equipo malagueño, en algunas jornadas. También con el equipo malagueño participó, por primera vez, en competición europea, en la EHF European League.
En la temporada 2023-24 volvió a Zaragoza, esta vez al Schär Zaragoza en la que sólo estuvo una temporada, para fichar por el Club Balonmano Colegio San Francisco de Asís Mijas, para la temporada 2024-25. Tras dos jornadas de competición sufrió una rotura del ligamento cruzado anterior y del menisco de la rodilla derecha de la que tuvo que ser intervenida.

## Galardones

### Selección
- 1 x  Medalla de plata en el Campeonato del Mundo del Balonmano Playa (2021)
- 1 x  Medalla de plata en los Juegos Europeos (2023)
- 1 x  Medalla de oro el Campeonato de Europa de Balonmano Playa (2025)
- 2 x  Medalla de bronce en el Campeonato de Europa de Balonmano Playa (2021, 2023)
- 1 x  Medalla de oro en los Juegos Mediterráneos de Playa (2023)[12]
- 1 x  Medalla de bronce en los Juegos Mundiales (2025)[13]

#### Otras selecciones
- 2 x  Medalla de Oro Europeo Universitario de balonmano playa con la UMA[14]

### Clubes

#### Europeos y mundiales
- 4 x EBT Finals de la EHF (Campeonas en 2017, 2019, 2021 y 2025. Tercera en 2018 y 2022)[15][16][17][18][19]
- 2 x Champions Cup (AM Team Almería 2017, 2019)[20][21]

#### Nacionales
- 3 x Copa de España (2021, 2022, 2023)[22][23][24][25][26]

- 8 x Campeonato de España (CBP Algeciras: 2017, 2018; AM Team Almería: 2019, 2021, 2022, 2023, 2024, Playas de Fuengirola 2025)[27][28][29][30][31][32][33]
- 5 x Tour Nacional Arena Handball (CBP Algeciras 2017, 2018; AM Team Almería: 2019, 2021, 2022)[34][35][36]

### Galardones individuales
- MVP en los Juegos Europeos del 2023[37]
- Premio Promesa del Deporte, Fuengirola 2013[38]
- Premio Mijas en Femenino 2023[39]
- MVP Campeonato de España de Balonmano Playa 2024[32]

## Vida personal
Es estudiante de medicina y su sueño es jugar unos Juegos Olímpicos.